# کینگ مکس
کینگ مکس (انگلیسی: Kingmax) شرکت سخت‌افزار تایوانی است، که در سال ۱۹۸۹ تأسیس شد.